# María Elena Prado Mercado
María Elena Prado Mercado (Toluca de Lerdo, estado de México, 3 de febrero de 1955) es una política mexicana, miembro del Partido Revolucionario Institucional (PRI). Ha sido diputada federal de 1979 a 1982.

## Biografía
Realizó sus estudios de primaria en la escuela 5 de mayo de Colorines, estado de México, la secundaria en la escuela Benito Juárez de Toluca, y la prepatoria en la Adolfo López Mateos de la Universidad Autónoma del Estado de México (UAEM); finalmente egresó como licenciada en Sociología de la Facultad de Ciencias Políticas y Sociales de la UAEM en 1979.
En 1971 se afilió a las organizaciones juveniles del PRI y en 1973 fue miembro fundador del Movimiento Nacional de la Juventud Revolucionaria, del que fue secretaria general en el estado de México en 1975. Fue delegada del comité nacional del PRI en el municipio de Santo Tomás de los Plátanos.
En 1979 fue elegida diputada federal por el Distrito 22 del estado de México a la LI Legislatura que concluyó en 1982. De 1987 a 1990 fue diputada a la L Legislatura del Congreso del Estado de México por el Distrito 10 local, con cabecera en Valle de Bravo. En 1992 fue secretaria ejecutiva del Instituto Federal Electoral en el distrito 9 del estado de México.
De 2000 a 2003 fue diputada federal suplente del propietario José Jaimes García por el Distrito 23 del estado de México a la LVIII Legislatura, pero nunca fue llamada a ejercer el cargo. En 2004 el gobernador Arturo Montiel Rojas la nombró directora general del Instituto Mexiquense de la Mujer. El 11 de octubre de 2012 el gobernador Eruviel Ávila Villegas la designó directora general de Gobierno de la región Cuautitlán Izcalli.